# بالدم (مسلسل)
بالدم هو مسلسل تلفزيوني لبناني أنتج وعُرض في شهر رمضان عام 1446 هـ، من إخراج فيليب أسمر، وتأليف نادين جابر، ومن بطولة ماغي بو غصن، باسم مغنية، بديع أبو شقرا، وسام فارس وجيسي عبدو.

## قصة المسلسل
بعد مرور 45 عامًا، تكتشف (غالية) سرًا خطيرًا عن عائلتها وميلادها، يدفعها للبحث عن الحقيقة الغامضة حول هويتها الفعلية.

## بطولة
- ماغي بو غصن
- باسم مغنية
- بديع أبو شقرا
- وسام فارس
- جيسي عبدو
- كارول عبود
- رفيق علي أحمد
- جوليا قصار
- سعيد سرحان
- رولا بقسماتي
- ماريلين نعمان
- سينتيا كرم
- غبريال يمين
- نوال كامل
- سمارة نهرا
- فيصل أسطواني
- جينا أبو زيد
- ناتاشا خضرو
- تالين بو رجيلة
- إلسي فرنيني
- جناح فاخوري
- رندة حشمة
- علي الزين
- جمال حمدان

## الإنتقادات
اتهمت كاتبه المسلسل انها استفادت بشكل شبه تفصيلي من المسلسل المصري بدون سابق إنذار، الذي عُرض في رمضان 2024. ومن برنامج تلفزيوني عُرض قبل ثلاث سنوات، استضاف فيه مقدّمه نيشان، سيدةً لبنانيةً في الأربعين من عمرها، لتروي كيف اكتشفت في تلك المرحلة العمرية، ونتيجة المرض، أنها لا تنتمي بيولوجياً إلى العائلة التي كانت تعدّها لسنوات عائلتها.